# مليسيا
مليسيا هو فيلم من نوع قصة البلوغ أُصدر في 1973. الفيلم من توزيع Cineriz ‏، وهو من إخراج Salvatore Samperi ‏، أما السيناريو فكان من كتابة Ottavio Jemma ‏ وSalvatore Samperi ‏.

## القصة
تقع أحداث الفيلم في صقلية.

## طاقم التمثيل
- Lilla Brignone [الإنجليزية]‏
- Turi Ferro [الإنجليزية]‏
- تينا أومونت
- لورا انطونيلي
- أنجيلا لوس
- Gianluigi Chirizzi  [لغات أخرى]‏
- Stefano Amato  [لغات أخرى]‏
- Wilma Aris  [لغات أخرى]‏
- بينو كاروسو
- أليساندرو مومو

## الإنتاج
موسيقى الفيلم التصويرية كانت من تأليف Fred Bongusto ‏.

## وصلات خارجية
- مليسيا على موقع IMDb (الإنجليزية)
- مليسيا على موقع قاعدة بيانات الأفلام العربية
- مليسيا على موقع ألو سيني (الفرنسية)
- مليسيا على موقع Turner Classic Movies (الإنجليزية)
- مليسيا على موقع أول موفي (الإنجليزية)
- مليسيا على موقع فيلمافينيتي (الإسبانية)
- مليسيا على موقع قاعدة بيانات الأفلام السويدية (السويدية)
- مليسيا على موقع قاعدة بيانات الفيلم (الإنجليزية)
- مليسيا على موقع ليتربوكسد (الإنجليزية)
- مليسيا على موقع كينوبويسك (الروسية)